# 科梅
6°24′N 1°53′E / 6.400°N 1.883°E

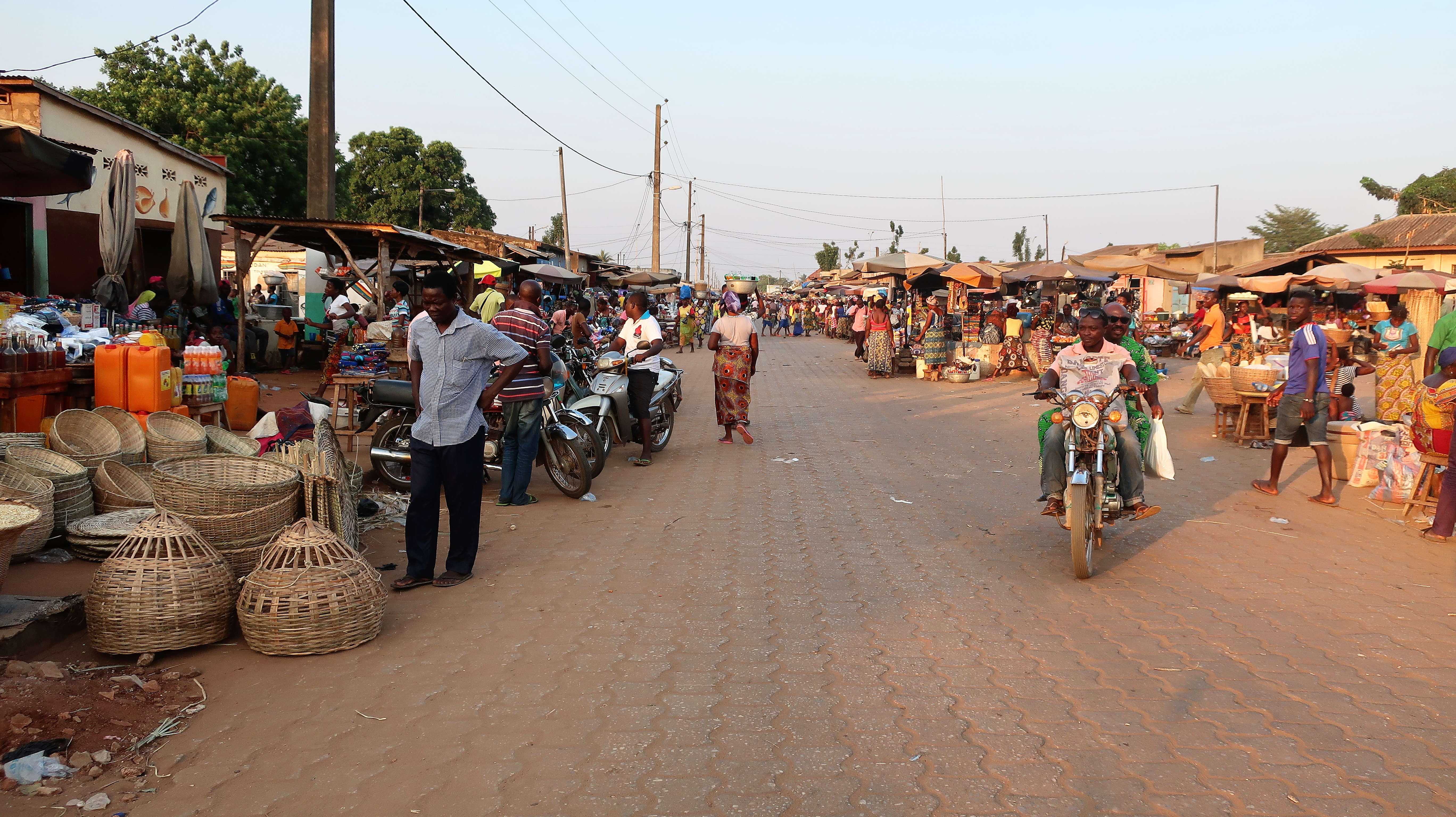
科梅的街頭市集

科梅（法語：Comè），是貝寧的城鎮，位於該國西南部，由莫諾省負責管轄，面積163平方公里，海拔高度17米，2012年該城鎮人口33,507，人口密度每平方公里206人。